# 反宗教改革
反宗教改革（拉丁語：Contrareformatio），又稱為天主教改革或公教改革（Reformatio Catholica），是天主教會自1545年起召開特倫特會議至1648年三十年戰爭期間，為回應宗教改革的衝擊而實行的革新運動。

## 緣起
天主教會對宗教改革運動的對應作法，在基督教各宗派間因立場不同而有分歧的稱呼，有些新教徒稱天主教會的反應為「反宗教改革」，天主教徒則稱為「天主教會的改革」。這兩種用法在在都反映了某些相關事件的真貌。
1517年，當馬丁·路德在威登堡發表《九十五條論綱》的同時，義大利有心改革的人在羅馬成立了 「聖愛會」（Oratory of Divine Love），這是由六十個天主教會領袖組成團體，志在崇拜與彼此扶持。聖愛會延伸出其他組織和修會，發展都十分蓬勃；天主教的改革，動機是改革生命而不是改革教義。這段期間最具影響力的修會是耶穌會。早在約一个世紀之前，西班牙在斐迪南二世國王與伊莎貝拉一世女王聯合執政的「天主教雙王」時期，進行一種宗教覺醒的改革，鼓勵方濟會會士西麥內斯樞機改革教會事務、資助學問研究，最值得注意的結果： 《康普魯頓合參本聖經》於1522年，分別以希伯來文、希臘文、拉丁文出版。這也是天主教會得以重新振興，始於西班牙的熱心改革教會。

## 依納爵與耶穌會
耶穌會的組織，除了堅守過守貧窮、貞潔和服從的生活之外，還要加上第四誓：絕對服從教宗。新會士需具備羅耀拉的精神，非常重視軍事組織與服從，品性與信仰都需符合正統。同時具有幾個特點：
- 高度中央集權，為總會長（General）
- 所有其他領袖均由總會長指派，總會長是選出的終生任職
- 最重要的是要培養一種神操，根據聖依納爵的手冊。

耶穌會有三個主要的任務：
一、反對對抗羅馬天主教會的誓反教（新教）。耶穌會一句常用語「愈顯主榮」，這個天主的國度是集中於天主教會。
二、提供高素質的教育。他們相信，人的理性得到培育，就會懂得正確的決定。耶穌會有一句名言：「給我一個孩子，讓我們教育他到七歲，他將終生做天主教徒。」羅耀拉於1556年7月31日過世，那時，耶穌會修士已在羅馬、德國、希臘、匈牙利，和英國建立學院。到1626年，耶穌會有四百七十六所學院和三十六間神學院；到1750年，單在法國就有六百六十九所學院、一百七十六所神學院。
三、推動新地區宣教工作。 十六世紀是耶穌會寫下最偉大的宣教記錄：美洲、非洲、亞洲領人歸主。最大的勝利的地方就是亞洲，沙勿略於1541年被派往印度的果阿，就開始整個亞洲的宣教。印度、中國、中南半島、和日本，收獲豐富。那時葡萄牙人所統轄海外領地的大本營就在果阿。另一位傳教士利瑪竇在中國開創了現代傳教工作，編寫福音信息，使之適用於中國傳統與思想方式；雖然沒有一位君王皈依（傳說某些南明的流亡皇帝歸信），但也成功打入北京的宮廷。
1604年，耶穌會的諾比利神父抵達印度，不久他就瞭解到，如果基督宗教真正要成為對所有的種族可選定的宗教，傳教士必須首先本土化，道成肉身。他不止學會了印度語，而經過一番研究思考，選定了四項應對措施： 束髮（kudumi）、裹紗 （thred）、額記（santal）和淨禮（ablutions）。自從諾比利認清印度的文化與習俗，對印度人有最貼切的改變後，成千上萬的印度人歸向了基督。還有菲律賓的大部份人口，也成了天主教徒。

## 特利騰大公會議
天主教宗教改革的主軸，就是特利騰大公會議（又譯為「特倫托會議」）。新教興起時，天主教會繼續腐化，英國也宣布國王權力大過教宗。召開宗教改革會議的呼聲從下層教士發起，大學內也有同樣的聲音，最後君主查理五世也決定要解決這些宗教問題。
教宗保祿三世在壓力下召開了第一次會議，處理教會改革和應付新教方面與日俱增的威脅。地點在義大利北部山區的小城特伦托，從1545~1563之間，前後有三個會期：1545~47；1551~52；1562~63。正如一位樞機主教所描述的：「在教會史上，沒有任何大會決定過這麼多問題，確立過這麼多教義，或者制定過這麼多法規。」 
當特利騰大公會議於1563年12月4日閉幕的時候，會議共召開了二十五次，用了近十八年的時間。共有四位教宗使節、三位宗主教、二十五位大主教、一百二十九位主教、七位修道院院長、七位天主教特別團體的領袖，十位檢察官與歐洲所有天主教國家的大使聯合起來，鄭重的共同簽署這個大會所通過繁多諭令。庇護四世當時臥病在床，他回應這個大會的結論，說：「這一切都是在天主聖神感召下的成果。」
特利騰大公會議確立天主教會與新教三原則的差異：
1. 聖經與聖傳的權威：該會議承認聖經以外聖傳的權威，聖傳與聖經同有靈感、同有權威，當兩者有衝突時，則訴之至高無上的教宗的決定。解釋聖經的唯一權威在教會，所有個別意見應臣服於教會之下。
2. 新教在七項聖事中，只保留兩項：洗禮與聖餐。會議宣稱：恩寵能透過七個聖事傳給信徒，這些聖事是：聖洗、聖体、堅振、告解、傅油、聖秩、婚配。
3. 該會議對「信徒皆祭司」的觀念的看法，與新教不同，指出只有主教和神父代表教會有能力宣布，那一個人得赦罪與否。

特利騰大公會議給了天主教會在往後的四個世紀的宗教發展有一個明確的立場。

## 異端裁判所的恢復
在傳統上屬天主教的國家如義大利、西班牙和法國這些國家中，異端裁判所為天主教改革運動的重要工具。異端裁判所的正式名稱為「最高宗教法庭」，其目的在於抑制異端的興起，防止教會的分裂。這主要是加拉法樞機主教（Cardinal Caraffa）的推動，到了1542年，他對尋求與基督新教溝通的人，直接批評甚至於威嚇。於是羅馬的異端裁判所成立，由羅馬教廷控制。教廷任命了六個樞機主教為總監，加拉法是其中之一。他認定異端是背離天主的叛徒，也是最惡劣的罪人。由裁判所來處置最為適當且有效，就像醫師面對生病的人，該切除的就切除，免得危害基督信徒的社群。
異端裁判所在義大利用的最普及。在西班牙是和較古老的合用也相當有效。任何型式新教派的團體，很快就被西班牙的異端裁判所消滅。然而在這種惡劣的環境中，有聖女大德蘭（大德肋撒）及聖十字若望這兩位以神恩式體驗聞名的導師，仍然有豐碩的成果。法國比較緩和，德國沒有異端裁判所的傳統，所以不普遍。英國在習慣上不准教廷進行異端裁判。這也成為更正教進一步發展的主要阻礙。

## 禁書目錄的發布
與異端裁判同樣高壓的手段是開列禁書目錄。這個方法曾在中世紀使用過，但成功的程度不同。特利騰大公會議的最後一個會期，通過且頒布該時期最權威的禁書目錄，即所謂《特倫托目錄》，交由教宗庇護四世（1559~65）執行。1564年庇護四世將索引印發，呼籲各地的基督徒遵照辦理。此目錄查禁的書目約佔當時歐洲印行書籍的四分之三，剩下不多能發行的僅武加大譯本與天主教信仰的書本。教宗還任命一個查禁書目的獨立委員會，定期對書目增訂，一直到1966年才廢止。

## 對胡格諾派的逼迫
法國人也受到加爾文派的影響，遍及全國，這些信徒從1557年以後稱為胡格諾派（又稱胡格诺派、雨格诺派），他們是一群有才智與理想的人，其中有部分是貴族，雖在劇烈的逼迫當中，仍然人數成長。到了1555年在巴黎有一個教會，經過四年的成長，在法國胡格諾派教會已有七十二處之多。公教派與胡格諾派都想掌控政府，決意訴諸武力，展開了三次的惡戰。
到1570年中，有一段短暫的和平，政府准許幾座城為胡格諾派統治，並允許設有教堂。胡格諾派領袖科利尼（Coligny）支持過去的政策，反對西班牙的協助工作，以使的法國與西班牙是對立的。那時他們規劃讓出一些土地給法蘭西，條件是立刻援助荷蘭的革命軍。科利尼主張最力，而且他最受查理九世的重用。為與法國各政治勢力的調和，計劃使納瓦拉的亨利與查理九世的姊妹瓦羅亞（Valois）的瑪格麗特（Marguerite）結婚。日期訂於1572年8月18日，地點在巴黎是一個極富宗教色彩的城市，那日彙集了許多公教貴族與胡格諾派，參加此盛禮。
照此情勢演變，亨利極可能成為法國的國王。公教極端派立即去警告梅迪奇，胡格諾派有陰謀；為了消除科利尼的勢力，策動一次大謀殺，由吉斯一家及在巴黎的公教狂熱分子所為。此次盛筵，所有胡格諾派的領袖均被邀，稱著 1572年8月24日聖巴多羅買日，整個巴黎的鐘都敲響，這是大屠殺的暗號，整整三天三夜的流血慘劇。這次科利尼被殺，與他同時被殺的很多，據說單在巴黎就有八千人。後又擴及到法國其他城市，死亡人數應是數倍於此。納瓦拉的亨利因放棄胡格諾派，而能逃脫一死，此事件反為內戰帶來新的衝突。